# Maggio Musicale Fiorentino
Maggio Musicale Fiorentino és un festival anual d'òpera, que va ser fundat l'abril de 1933 pel director Vittorio Gui, amb l'objectiu de presentar òperes tant contemporànies com oblidades visualment en produccions dramàtiques. Va ser el primer festival de música a Itàlia, sent Nabucco de Verdi la primera òpera a presentar-se. De les primeres òperes presentades poques encara queden en escena. En l'actualitat té lloc entre finals d'abril, maig i el juny, generalment amb quatre òperes.
La primera edició del reeixit festival va ser portat a terme temptativament el 1937, amb la presentació de nou òperes, però després es va convertir en un festival anual, excepte durant la Segona Guerra Mundial. Moltes de les representacions tenen lloc al Teatre Municipal, al Teatre Piccolo i al Teatre della Pergola.
El 2009, a causa de retalls en els fons del govern, dues de les quatre òperes (Billy Budd i Macbeth) es van cancel·lar.
El present director artístic és Paolo Arca des de 1985, any en què va substituir a Zubin Mehta.